# 7498 Бланік
7498 Бланік (7498 Blaník) — астероїд головного поясу, відкритий 16 січня 1996 року.
Тіссеранів параметр щодо Юпітера — 3,098.